# 몬테포르티노 투구

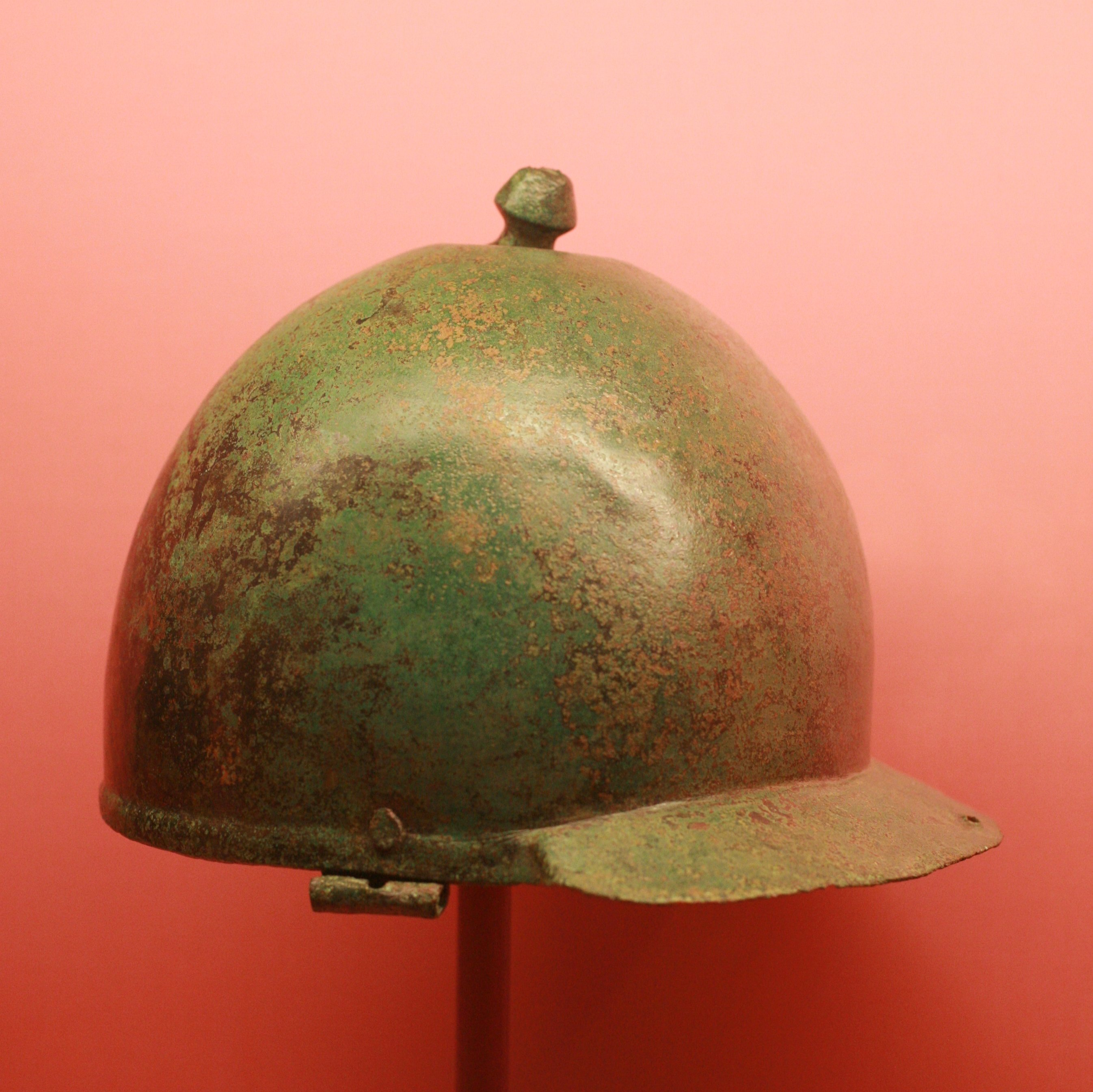
로마의 몬테포르티노 투구.

몬테포르티노 투구(Montefortino helmet)는 켈트의 투구의 일종으로, 나중에는 로마에서도 사용했다. 기원전 300년경에서 기원후 1세기까지 사용되었다. 그 이름은 이탈리아의 몬테포르티노에서 유래한 것으로, 몬테포르티노의 켈트족 유적지에서 처음 발견되었기 때문이다.